# Aarnoud van Heemstra

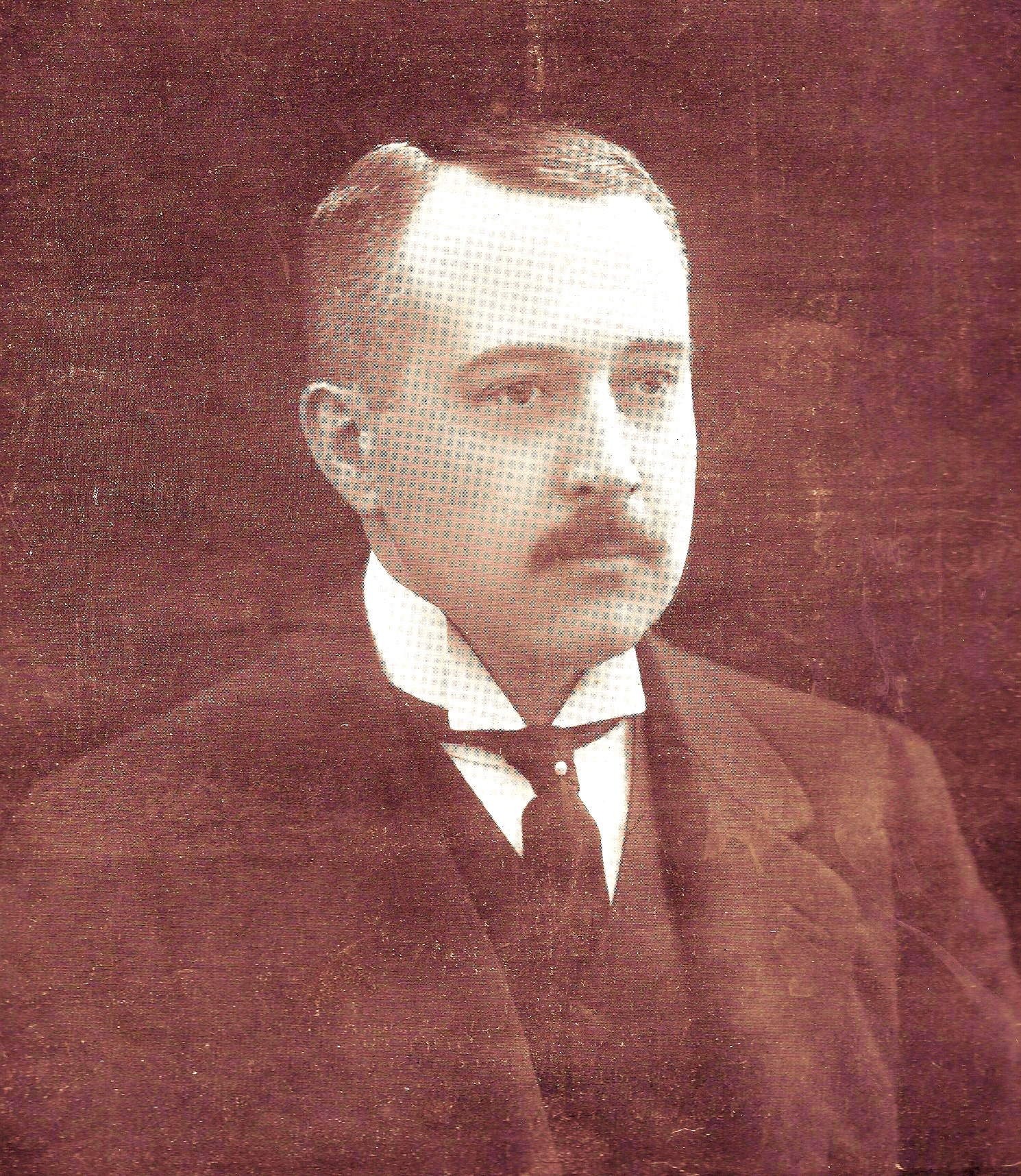
Aarnoud van Heemstra (1920)

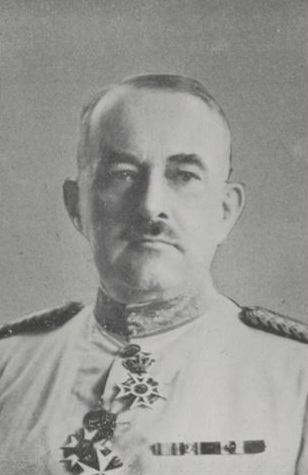
Aarnoud van Heemstra als Gouverneur von Niederländisch-Guayana (Suriname).

Aarnoud Jan Anne Aleid baron van Heemstra (* 22. Juli 1871 in Vreeland, Provinz Utrecht; † 30. Dezember 1957 in Oosterbeek, Provinz Gelderland) war ein niederländischer Jurist, Politiker und Kolonialbeamter, der unter anderem zwischen 1910 und 1920 Bürgermeister von Arnhem sowie von 1921 bis 1928 Gouverneur von Niederländisch-Guayana (Suriname) war.

## Leben
Aarnoud Jan Anne Aleid baron van Heemstra stammte aus der friesischen Adels- und Kommunalpolitikerfamilie van Heemstra und war der Sohn von Willem Hendrik Johan van Heemstra (1841–1909), der Bürgermeister von Jutphaas, Vreeland, Nigtevecht, Driebergen und Rijsenburg, und von Wilhelmine Cornelia de Beaufort (1843–1927). Sein älterer Bruder von Hendrik Philip Jacob van Heemstra (1867–1931) bekleidete die Ämter als Bürgermeister von Harmelen und De Bilt. Er absolvierte ein Studium der Rechtswissenschaften an der Universität Utrecht und war nach dessen Abschluss zunächst als Rechtsanwalt sowie zwischen dem 4. August 1902 und dem 1. November 1909 als Beamter der Staatsanwaltschaft in Roermond tätig, ehe er vom 1. November 1909 bis zum 1. Mai 1910 stellvertretender Staatsanwalt in Maastricht war.
Im Anschluss wurde van Heemstra als Nachfolger von Antonie Röell am 1. Mai 1910 Bürgermeister von Arnhem und bekleidete dieses Amt bis zu seiner Ablösung durch den späteren Ministerpräsidenten Dirk Jan de Geer am 1. April 1920. Während seiner Amtszeit wurde 1918 das Niederländische Freilichtmuseum (Nederlands Openluchtmuseum) eröffnet. Daneben fungierte er zudem zwischen dem 1. August 1916 und dem 1. April 1920 auch als stellvertretender Richter am Appellationsgericht in Arnhem sowie nach Beendigung seiner Tätigkeit als Bürgermeister vom 1. April 1920 bis Mai 1921 als Generalanwalt am Appellationsgericht in Arnhem.

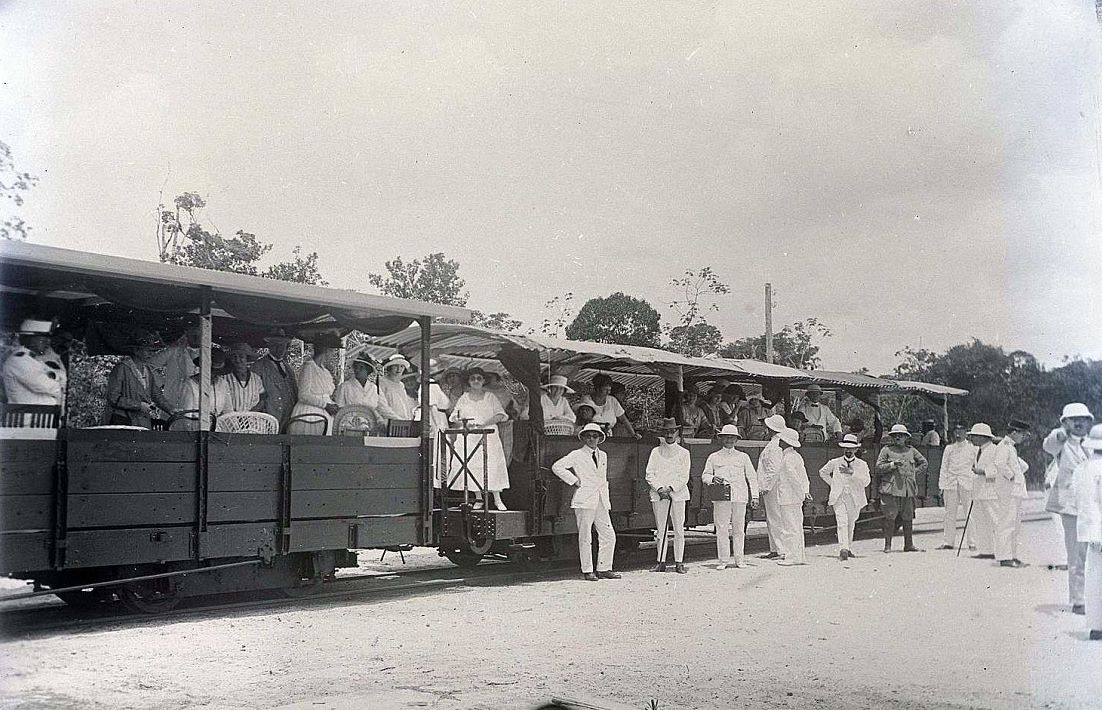
Besichtigung der Bahnlinie durch Gouverneur van Heemstra im Juli 1923.

Im November 1920 wurde Aarnoud van Heemstra als Nachfolger von Gerard Johan Staal zum Gouverneur von Niederländisch-Guayana (Suriname) ernannt und bekleidete dieses Amt nach einer kommissarischen Amtsführung von Lambertus Johannes Rietberg vom 23. Mai 1921 bis zum 1. April 1928, woraufhin Abraham Arnold Lodewijk Rutgers neuer Gouverneur wurde. Als Gouverneur reiste er regelmäßig unter anderem mit der Lawabahn ins Landesinnere von Suriname und plädierte vergeblich für einen größeren politischen Spielraum und bemühte sich auch – wenn auch wenig erfolgreich – um eine größere finanzielle Unabhängigkeit Surinams. 1923 sandte er einen Hilferuf an die Zweite Kammer der Generalstaaten über die drastischen Änderungen, die Kolonialminister Simon de Graaff am surinamischen Haushalt vorgenommen hatte. Auf Anordnung der Regierung musste er die Kontakte zum deutschen Unternehmen Stinnes AG abbrechen, nachdem er mit diesem Unternehmen das Monopol der Aluminum Company of America (Alcoa) brechen wollte. Darüber hinaus lehnte die Regierung eine 1928 die von ihm vorgeschlagene Erhöhung der Exportzölle auf Bauxit ab. Die Ablehnung seiner Politik und Vorschläge trugen letztlich zu seinem Rücktritt zum 1. April 1928 bei.

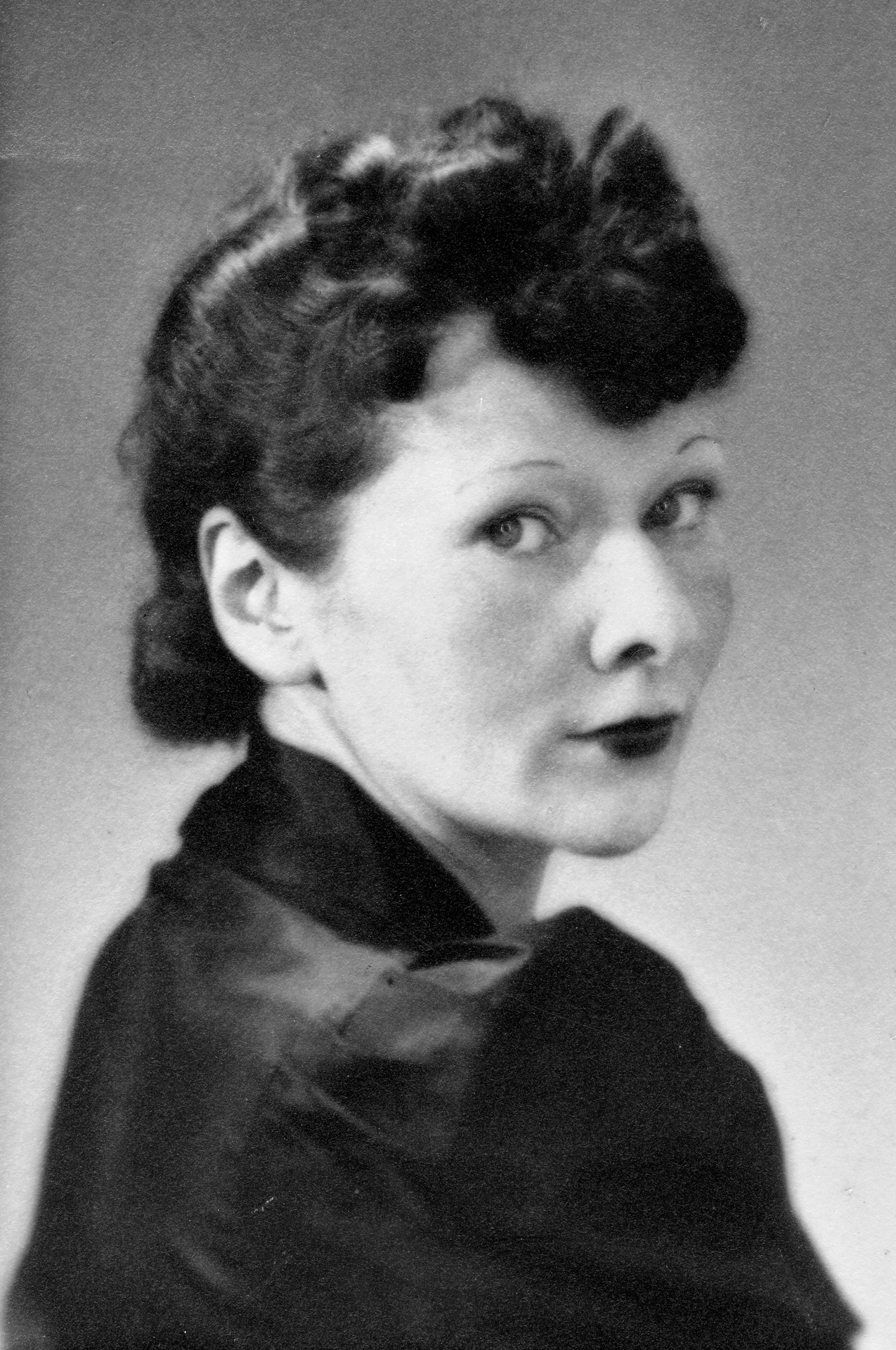
Arnoud van Aardens Tochter Ella barones van Heemstra war die Mutter der Schauspielerin Audrey Hepburn.

Nach seiner Rückkehr engagierte sich Baron van Heemstra unter anderem Vorsitzender des niederländischen Verbands für Armenfürsorge und Wohltätigkeit und wurde am 30. Mai 1936 Vorsitzender des Nationalfonds für besondere Bedürfnisse. Ferner übernahm er zwischen September 1936 und Januar 1937 als Vorsitzender des Allgemeinen Niederländischen Komitees für das Hochzeitsgeschenk an Kronprinzessin Juliana und Bernhard zur Lippe-Biesterfeld. Anschließend schloss er sich rechtsnationalistischen Kreisen an, die sich energisch für eine Wahrung der Reichseinheit einsetzten, und wurde im Juli 1938 Mitglied des Beirats der Stiftung Nationales Zentrum (Stichting Nationaal Centrum) mit dem  Zentrum zur Stärkung des Nationalbewusstseins. Während der deutschen Besatzung der Niederlande im Zweiten Weltkrieg musste er die Einquartierung deutscher Offiziere zulassen und ein Teil seines Besitzes wurde konfisziert. Kaiser Wilhelm II. erwarb nach seiner Abdankung nach dem Ersten Weltkrieg von Wilhelmine Cornelia de Beaufort 1919 Haus Doorn, in dem er bis zu seinem Tode am 4. Juni 1941 lebte. Für seine Verdienste wurde er Großoffizier des Hausorden von Oraniens, Kommandeur des Ordens von Oranien-Nassau sowie Ritter des Ordens vom Niederländischen Löwen und wurde darüber hinaus Ehrenritter des Johanniterordens.
Aus seiner 1896 geschlossenen Ehe mit Elbrig Willemine Henriette barones van Asbeck (1873–1939) gingen sechs Kinder hervor, darunter Ella barones van Heemstra (1900–1984), aus deren Ehe mit dem britischen Staatsangehörigen Joseph Victor Anthony Ruston die Schauspielerin Audrey Hepburn (1929–1993) hervorging. Nach dem Tode seiner ersten Ehefrau heiratete Arnoud van Heemstra 1947 Anna Eliza Roosenburg (1901–1988). Er war zudem ein Schwager von Willem Dirk Hendrik Baron van Asbeck (1858–1935), der ebenfalls Gouverneur von Suriname sowie später Gesandter in Mexiko und Spanien war.